# خورشیدگرفتگی ۲۵ ژانویه ۱۹۸۲
خورشیدگرفتگی ۲۵ ژانویه ۱۹۸۲ (به انگلیسی: Solar eclipse of January 25, 1982) یک خورشیدگرفتگی از نوع خورشیدگرفتگی جزئی است. این خورشیدگرفتگی در تاریخ ۲۵ ژانویه ۱۹۸۲ میلادی (‎۵ بهمن ۱۳۶۰ خورشیدی) روی داد که زمان اوج آن، ساعت ۴:۴۲:۵۳ به‌وقت ساعت هماهنگ جهانی بوده‌است.